# Svetoslava Poljska
Svetoslava Poljska (poljsko Świętosława, češko Svatava) je bila tretja žena vojvode in kasneje kralja Vratislava II. Češkega in od leta 1085 prva češka kraljica, * okoli 1046/1048, † 1. september 1126.  

## Poreklo
Svetoslava je bila hči poljskega vojvode Kazimirja I. in njegove žene Marije Dobronege Kijevske,  hčerke Vladimirja I. Kijevskega. Preko prababice Dubravke je bila v sorodu s Přemyslidi. Njena brata sta bila poljska vladarja Boleslav II. Hrabri in  Vladislav I. Herman.

## Poroka z Vratislavom
Svetoslava in Vratislav sta se poročila verjetno leta 1062, leto po smrti druge Vratislavove žene Adelajde Ogrske. Svetoslava je bila takrat stara okoli 15 let, po Oswaldu Balzerju pa od 19 do 22 let.
Razlog za poroko je bila ohranitev nevtralnosti Češke v poljsko-nemškem sporu, Vratislav pa je z njo tudi potrdil prijateljske odnose s Svetoslavinim bratom, poljskim princem in kasneje kraljem Boleslavom II., s katerim se je pozneje vojskoval za češko-poljsko mejo.

## Vojvodinja
Vratislavovim štirim otrokom je Svetoslava dodala še pet: Boleslava, Bořivoja, Vladislava, Soběslava in Judito. Najmlajši otrok Soběslav je bil rojen verjetno leta 1075. Svetoslava je bila takrat že zrela ženska in mati, zato je z njim imela morda nekoliko drugačne odnose. Bořivoj, Vladislav in Soběslav so postali češki vojvode  v težavnih letih po očetovi smrti. Hčerko Judito je oče poročil s svojim prijateljem in mentorjem Viprehtom Grojčskim.
O Svetoslavi kot vojvodinji se ni ohranilo veliko podatkov, morda le ta, da je podpirala višegrajski kapitelj.

## Prva češka kraljica
Aprila 1085 je bil v Mainzu dvorni kongres, ki je pomembno zaznamoval češko zgodovino. Vratislav II. je od cesarja Henrika IV. za svoje zvesto službovanje prejel nededno kraljevsko krono, bil oproščen pristojbin in dolžan s češkimi vladarji in njihovim spremstvom prisostvovati pri kronanjih rimsko-nemških monarhov v Rimu. 
Vezi med češkim in nemškim monarhom so se postopoma zrahljale.
Vratislava in njegovo ženo je za kralja in kraljico 15. junija 1085 na Praškem gradu okronal trierski nadškof Egilbert. Vratislav je ob tej priložnosti dobil tudi naslov poljskega kralja:
Medtem je trierski nadškof Egilbert po cesarjevem ukazu prispel v prestolnico Prago in 15. junija pri znameniti sveti maši Vratislava, oblečenega v kraljevske insignije, mazilil za kralja in mu položil krono na glavo. In na glavo njegove žene Svetoslave, oblečene v kraljevske regalije.
— Kozma Praški: Chronica Boemorum
Ob kronanju je bil objavljen Višegrajski kodeks.

## Vdova
Vratislav je naslov kralja užival šest let do svoje smrti 14. januarja 1092. Svetoslava je ovdovela  in nato opazovala boje med člani rodbine Přemysl. Leta 1111 je igrala pomembno vlogo v pogajanjih med Vladislavom I. in Boleslavom III. Krivoustim. Po kraljevi smrti je pomirila tudi svoja najmlajša sinova Soběslava in Vladislava.
Leta 1125 je umirajoči Vladislav I. za svojega naslednika izbral Otona I. Olomuškega, katerega nasledstvo je podpirala tudi Vladislavova žena Richeza Berška. Posredovanje kraljice matere je njegovo odločitev spremenilo. Po njenem velikem pritisku, ki se mu je pridružil njen prijatelj škof Ota Bamberški, se je umirajoči vojvoda pomiril z bratom Soběslavom , čeprav je bil zelo zadržan.
Svetoslava, ki je bila vdova več kot 30 let, je še doživela zmago svojega sina Soběslava v bitki pri Chlumeku in umrla 1. septembra 1126. Pokopana je, tako kot njen mož, v cerkvi sv. Petra in Pavla v Vyšehradu.

## Otroci
- Boleslav (umrl 1091)
- Bořivoj II. (ok. 1064 – 2. february 1124), vojvoda Češke
- Vladislav I. (umrl 12. aprila 1125), vojvoda Češke
- Soběslav I. (umrl 14. februarja 1140), vojvoda Češke
- Judita (ok. 1066 – 9. december 1108), poročena z Viprehtom Groiškim

## Vir
- Knoll, Paul W.; Schaer, Frank, ur. (2003). Gesta principum Polonorum: The Deeds of the Princes of the Poles. Central European University Press.

| Svetoslava Poljska Pjasti Rojen: ok. 1046–1048 Umrl: 1. september 1126 |                                 |                                                       |
| Nazivi za člane kraljevske družine                                     |                                 |                                                       |
| Predhodnik: Adelajda Ogrska                                            | Vojvodinja žena Češke 1062–1085 | NezasedenoNaslednji nosilec nazivaVirpirka Tenglinška |
| Nov naziv                                                              | Kraljica žena Češke 1085–1092   | NezasedenoNaslednji nosilec nazivaJudita Turingijska  |